# IPhone 3G
iPhone 3G – smartfon firmy Apple. Jest następcą iPhone'a oraz poprzednikiem iPhone 3GS. Zaprezentowany został 9 czerwca 2008 z hasłem reklamowym „Dwa razy szybszy, o połowę tańszy”. W odróżnieniu od wcześniejszego modelu posiada możliwość nawiązywania połączeń w standardzie 3G. Zadebiutował wraz z systemem iPhone OS 2.0. Ostatnią wersją systemu, która wspiera ten telefon jest iOS 4.2.1.

## Oprogramowanie
iPhone 3G był fabrycznie wyposażony w najnowszą wersję systemu iOS i przez ponad dwa lata otrzymywał aktualizacje swojego oprogramowania, przy czym co roku publikowane były główne wersje. Jednak telefon miał coraz mniejszy dostęp do ilości nowych funkcji z każdą aktualizacją, ponieważ jego sprzęt został wyparty przez późniejsze modele.
Kiedy nastąpiła premiera, iPhone 3G był fabrycznie wyposażony w iPhone OS 2.0. Wprowadzono App Store, obsługę Microsoft Exchange ActiveSync, usługę MobileMe firmy Apple i obsługę poczty e-mail w trybie push, a także inne nowe funkcje i poprawki błędów.
W czerwcu 2009 użytkownicy iPhone'a 3G otrzymali aktualizację oprogramowania iPhone OS 3.0, która wprowadziła długo oczekiwaną funkcję MMS, kopiowanie i wklejanie, obsługę większej liczby aplikacji w orientacji poziomej, obsługę stereo Bluetooth i inne funkcje.
W czerwcu 2010 roku firma Apple wydała aktualizację oprogramowania iOS 4.0. W przeciwieństwie do swoich następców, iPhone 3G nie obsługuje ważnych funkcji iOS 4.0, takich jak wielozadaniowość, możliwość ustawienia tapety ekranu głównego czy obsługa klawiatury Bluetooth. Zapewnia także dostęp do ujednoliconej funkcji skrzynki pocztowej, folderów na ekranie głównym, aby lepiej organizować aplikacje, tworzyć listy odtwarzania i inne funkcje. Ta aktualizacja była szeroko krytykowana za niską wydajność na iPhone 3G, chociaż wydanie iOS 4.1 z września 2010 rozwiązało ten problem. Jednak w przeciwieństwie do bardziej nowoczesnych urządzeń z systemem iOS, ta aktualizacja ponownie nie zapewnia właścicielom iPhone'a 3G dostępu do ważnych funkcji, w tym przypadku do aplikacji Game Center.
22 listopada 2010 r. iPhone 3G otrzymał aktualizację oprogramowania iOS 4.2 (jako iOS 4.2.1), która wprowadziła funkcje, takie jak głosowanie na YouTube i poprawki bezpieczeństwa. Jednak iPhone 3G nie może korzystać z wielu funkcji zawartych w tej aktualizacji, takich jak AirPlay i Safari Text Search. Jest to ostatnia wersja iOS obsługująca ten model iPhone'a; iOS 4.3 i nowsze wersje nie są kompatybilne z tym modelem ze względu na ograniczenia sprzętowe i problemy z wydajnością.
Praktycznie wszystkie aplikacje wydane po wydaniu iOS 6 pod koniec września 2012 r. nie działają na iPhone 3G, ponieważ pakiet programistyczny (SDK) został zmieniony tak, aby nie pozwalał już na „targetowanie” wersji iOS starszych niż 4.3 ( w tym 3.x i do 4.2.1) lub urządzenia ARMv6 (pierwsze dwie generacje).